# Солдатов, Георгий Петрович
Солдатов Георгий Петрович — и. о. главы администрации города Оренбурга с 27.12.1991 по 28.04.1993 г.

## Биография
Родился 17 июня 1947 года в г. Оренбурге. В 1973 г. окончил с отличием Оренбургский политехнический институт.
С 1964 по 1965 год — токарь-универсал 2 разряда, подрезчик 2 разряда сварочно-подрезного участка инструментального завода г. Оренбурга. 1973 год — преподаватель труда средней школы № 7 г. Оренбурга.
1984—1985 гг. — управляющий Ленинским отделением Стройбанка г. Оренбурга.
1985—1987 гг. — инструктор отдела строительства и городского хозяйства горкома КПСС г. Оренбурга.
1987—1991 гг. — заместитель управляющего трестом по экономическим вопросам и производству треста «Оренбургпромстрой».
1991 г. — коммерческий директор малого предприятия «Индустрия».
1991—1993 гг. — исполняющий обязанности Главы администрации города Оренбурга Оренбургской области.
Избирался депутатом Ленинского районного Совета народных депутатов г. Оренбурга. Ветеран труда.
Умер в июле 1993.